# Bold (okręg Botoszany)
Bold – wieś w Rumunii, w okręgu Botoszany, w gminie Manoleasa. W 2011 roku pozostawała niezamieszkana.